# 小糸町
小糸町（こいとまち）とは、千葉県君津郡にかつて存在した町である。現在の君津市の中部に位置している。
現在の房総スカイラインの沿線に当たり、東京湾アクアライン経由で東京都と鴨川市方面を結ぶルートとなっている地域である。君津市立小糸中学校などにその名をとどめている。

## 沿革
- 1955年（昭和30年）3月31日 - 君津郡小糸村・中村が合併して小糸町が発足。
- 1970年（昭和45年）9月28日 - 君津町・上総町・清和村・小櫃村と合併し、改めて君津町を新設。同日小糸町廃止。